# 工藤裕加
工藤 裕加（くどう ゆか）は、日本のアニメーター、キャラクターデザイナー。キャラデザインの代表作は、『YAT安心!宇宙旅行』、『今日からマ王!』である。

## 主な参加作品

### テレビアニメ
1983年
- 超時空世紀オーガス（1983年 - 1984年、動画）

1985年
- 六三四の剣（1985年 - 1986年、作画監督・原画）

1986年
- 機動戦士ガンダムΖΖ（1986年 - 1987年、原画）

1989年
- らんま1/2 熱闘編（1989年 - 1992年、作画監督・原画）
- アイドル伝説えり子（1989年 - 1990年、作画監督）

1992年
- ヤダモン（1992年 - 1993年、原画）
- カリメロ（1992年 - 1993年、EDアニメ）

1993年
- お〜い!竜馬（作画監督）
- 忍たま乱太郎（1993年 - 、作画監督）
- ジャングルの王者ターちゃん（1993年 - 1994年、キャラクターデザイン（西野理恵と共同））

1995年
- ぼのぼの（1995年 - 1996年、作画監督）

1996年
- ナースエンジェルりりかSOS（原画）
- こどものおもちゃ（1996年 - 1998年、作画監督）
- YAT安心!宇宙旅行（1996年 - 1997年、キャラクターデザイン・作画監督）

1998年
- 吸血姫美夕（原画）
- MASTERキートン（原画）
- おじゃる丸（1998年 - 、原画）

1999年
- 天使になるもんっ!（原画）
- 今、そこにいる僕（1999年 - 2000年、原画）

2000年
- NieA_7（オープニングアニメーション）
- STRANGE DAWN（原画）
- マイアミ☆ガンズ（作画監督）
- グラビテーション（作画監督）

2001年
- 機動天使エンジェリックレイヤー（作画監督）
- ココロ図書館（作画監督）
- ヒカルの碁（2001年 - 2003年、原画）
- フルーツバスケット（原画）

2002年
- 満月をさがして（2002年 - 2003年、キャラクターデザイン・作画監督・OP作画監督）

2003年
- スクラップド・プリンセス（総作画監督）

2004年
- 鋼の錬金術師（原画）
- 今日からマ王! 第1・第2シリーズ（2004年 - 2006年、キャラクターデザイン・作画監督）

2005年
- アイシールド21（2005年 - 2008年、原画）

2006年
- Fate/stay night（OP2原画）
- 桜蘭高校ホスト部（作画監督・原画）
- N・H・Kにようこそ!（原画）
- 天保異聞 妖奇士（作画監督）

2007年
- DARKER THAN BLACK -黒の契約者-（作画監督・原画）
- ロミオ×ジュリエット（原画）
- 鉄子の旅（キャラクターデザイン）

2008年
- 今日からマ王! 第3シリーズ（2008年 - 2009年、キャラクターデザイン・作画監督）

2009年
- まりあ†ほりっく（作画監督）
- 咲-Saki-（原画）
- 戦場のヴァルキュリア（原画）
- DARKER THAN BLACK -流星の双子-（作画監督）
- クッキンアイドル アイ!マイ!まいん!（作画監督）
- 懺・さよなら絶望先生（作画監督）
- 生徒会の一存（作画監督・作監補）

2010年
- 夢色パティシエール（作画監督）
- 夢色パティシエールSP プロフェッショナル（OP原画）
- ぬらりひょんの孫（作画監督・OP原画）
- 荒川アンダー ザ ブリッジ×ブリッジ（原画）

2011年
- これはゾンビですか?（作画監督・ED原画）
- Dororonえん魔くん メ〜ラめら（作画監督・原画・OP原画）
- 電波女と青春男（ED原画）
- ぬらりひょんの孫 〜千年魔京〜（総作画監督・作画監督・原画・OPED原画）
- Persona4 the ANIMATION（原画）
- ラストエグザイル-銀翼のファム-（作画監督）

2012年
- ゼロの使い魔F（原画）
- 緋色の欠片（総作画監督・作画監督補佐・原画）
- しろくまカフェ（原画）
- 緋色の欠片 第二章（総作画監督・第二原画・ED原画）

2013年
- 八犬伝―東方八犬異聞―（総作画監督・OP作画監督補佐）
- 八犬伝―東方八犬異聞― 第二期（総作画監督・OP作画監督補佐）
- メガネブ!（作画監督）

2014年
- 世界征服〜謀略のズヴィズダー〜（作画監督）
- 月刊少女野崎くん（作画監督）
- 繰繰れ! コックリさん（作画監督）

2015年
- ユリ熊嵐（作画監督）

2016年
- SUPER LOVERS（総作画監督）
- ReLIFE（作画監督）
- 食戟のソーマ 弐ノ皿（原画）
- CHEATING CRAFT（総作画監督・作画監督）

2017年
- コンビニカレシ（総作画監督）

2018年
- 多田くんは恋をしない（作画監督）

2019年
- ダンベル何キロ持てる?（総作画監督・作画監督）

2020年
- うちタマ?! 〜うちのタマ知りませんか?〜（OP原画・原画）
- ハクション大魔王2020（原画）

2021年
- Vivy -Fluorite Eye's Song-（作画監督）
- 現実主義勇者の王国再建記（総作画監督）
- 半妖の夜叉姫（原画）

2022年
- 後宮の烏（作画監督）

2023年
- 幻日のヨハネ -SUNSHINE in the MIRROR-（作画監督）

2025年
- 全修。（総作画監督）
- 魔神創造伝ワタル（作画監督）
- Dr.STONE SCIENCE FUTURE（作画監督）
- 小市民シリーズ（作画監督）

### 劇場アニメ
- ダークサイド・ブルース（1994年、原画）
- 劇場版 遙かなる時空の中で 舞一夜（2006年、作画監督）
- 劇場版 Fate/stay night UNLIMITED BLADE WORKS（2010年、原画）

### OVA
1989年
- 紅い牙 ブルー・ソネット（原画）

1990年
- 1+2=パラダイス（原画）
- 魔物ハンター妖子（原画）

1991年
- スケバン刑事（作画監督補助）
- スローステップ（原画）

1993年
- 銃夢（原画）

1995年
- 今日から俺は!!（原画）

1999年
- るろうに剣心 -明治剣客浪漫譚- 追憶編（原画）
- メルティランサー The Animation（原画）

2007年
- 今日からマ王! R（キャラクターデザイン・総作画監督・OPED作画監督）

2010年
- DARKER THAN BLACK -黒の契約者- 外伝（作画監督）

2011年
- かってに改蔵（総作画監督）

### Webアニメ
- 大奥（2023年、総作画監督・原画）